# المحارتين (بني سعد)

تعديل مصدري - تعديل

المحارتين هي إحدى قرى عزلة الطويل بمديرية بني سعد التابعة لمحافظة المحويت، بلغ تعداد سكانها 380 نسمة حسب تعداد اليمن لعام 2004.